# Цервикальная слизь

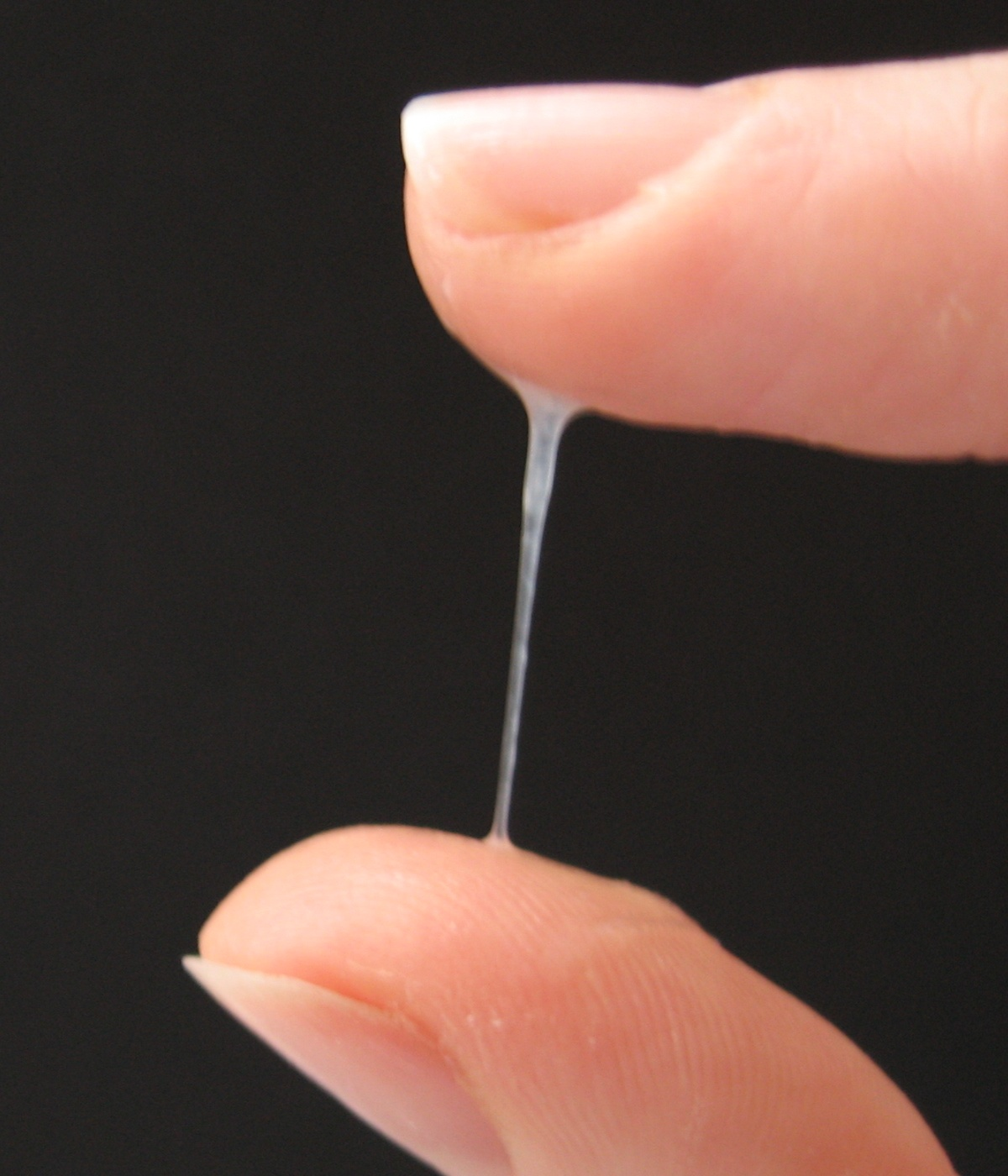
Цервикальная слизь

Цервикальная слизь (лат. Cervical mucus; синонимы: шеечная слизь, шейная слизь) — слизь, заполняющая цервикальный канал шейки матки и образующая пробку в нём, состоящую из гликопротеинов. Имеет пористую структуру. Размер пор и вязкость слизи зависит от уровня женских половых гормонов. К моменту овуляции размер пор увеличивается и уменьшается вязкость, что способствует прохождению сперматозоидов. Ток слизи, направленный из цервикального канала вовне и более выраженный по периферии, способствует «фильтрации» полноценных сперматозоидов.

## Цервикальная слизь и способность к зачатию
По состоянию цервикальной слизи можно сделать вывод о способности женщины к зачатию. Такой метод естественного планирования называется цервикальный метод, или метод Биллингса, названный так в честь австралийского врача Джона Биллингса, который заметил, что незадолго до овуляции цервикальная слизь меняет свою консистенцию и поэтому может быть использована для определения возможных для зачатия дней цикла.